# Hofing (Gemeinden Aurolzmünster, St. Martin)
Hofing ist ein Ort im Innviertel in Oberösterreich, und
Ortschaft der Gemeinden Aurolzmünster und St. Martin im Innkreis im Bezirk Ried im Innkreis.

## Geographie
Der Ort liegt auf um die 380 m ü. A. im Antiesental, ca. 8½ km nördlich der Bezirksstadt Ried im Innkreis, als Straßendorf an der Hausruck Straße (B143, ehemalige Hausruck-Bundesstraße), die hier westlich (orographisch links) der Antiesen entlangverläuft.
Der Ort umfasst etwa 20 Gebäude mit 50 Einwohnern, wobei der südliche Teil als Rotte zum Gemeindegebiet von Aurolzmünster gehört, die nördlicheren Häuser ebenfalls als Rotte zu St. Martin. Dabei zieht sich das Siedlungsgebiet schon geschlossen bis ins Ortszentrum St. Martin, und auch im Süden ist über Haging nach Forchtenau kaum mehr eine Grenze vorhanden.
Westlich des Orts liegt die Salzkammergutbahn (Strecke Attnang-Puchheim – Schärding), gleich nordwestlich des Orts der Bahnhof St. Martin im Innkreis.
Nachbarorte
| St. Ulrich (Gem. Senftenbach) | Diesseits (Gem. St. Martin i.I.)            | Jenseits (Gem. St. Martin i.I.) |
| Weindorf (Gem. Senftenbach)   | Kompassrose, die auf Nachbargemeinden zeigt | Rabenfurt (Gem. Utzenaich)      |
|                               | Haging (Gem. Aurolzmünster)                 | Utzenaich (Gem.)                |

## Geschichte
Noch im 19. Jahrhundert wurde der Ort Hoefing geschrieben und umfasst vier Güter direkt an der Poststraße Ried – Antiesenhofen. Die Gründe, das Höfingerfeld, liegt südwestlich, die nordwestlichen Gründe gehörten zum Meierhof des Schlosses St. Martin, der gleich nördlich des Orts liegt.

## Wirtschaft

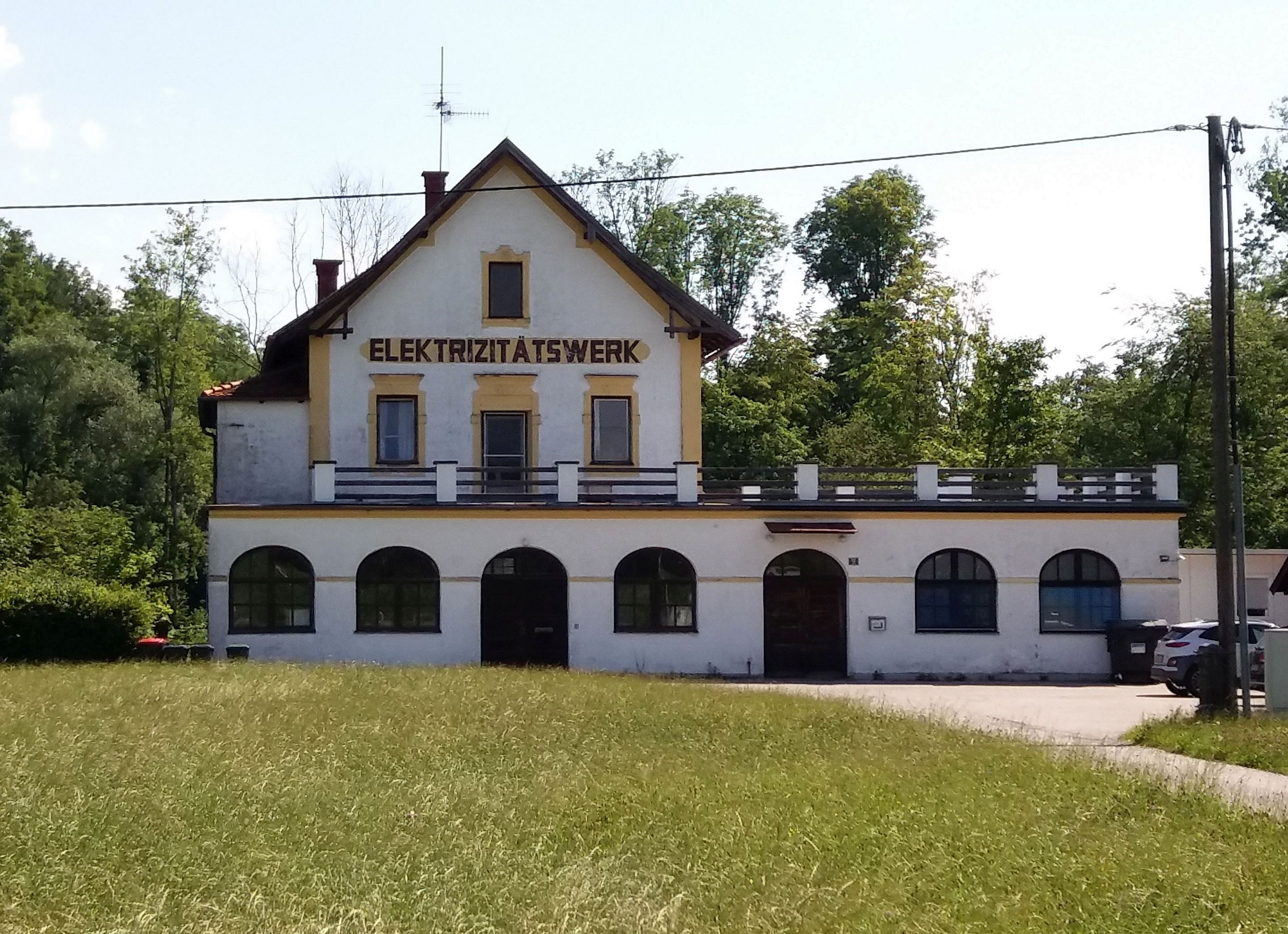
Elektrizitätswerk Graf Arco, 2022

In Hofing, auf dem Gebiet der Gemeinde St. Martin im Innkreis, befinden sich die Anlagen des seinerzeit für die Versorgung des Schlosses St. Martin und seiner Nebengebäude errichteten kleinen "Elektrizitätswerks Graf Arco". Das regulierte Flussbett der Antiesen ist an der Wehrstufe etwa 10 m breit, das Betriebsgebäude des Kraftwerks ist von der Hausruck-Bundesstraße (B143) aus sichtbar.